# 싼마오
싼마오(중국어: 三毛, 1943년 3월 26일 ~ 1991년 1월 4일)는 중국 현대 문학을 대표하는 여성 작가이며, 본명은 천마오핑(陳懋平)이며, 영어 이름은 에코(Echo)이다.

## 생애
중국 쓰촨성 충칭에서 태어나 타이완으로 이주했다. 이해심 많은 부모의 보살핌 속에서 유복하게 자랐지만, 획일적인 학교 교육에 적응하지 못해 힘겨운 소녀 시절을 보내다가 결국 학교를 그만두고 가정 교육을 받게 된다.
24세부터는 세계 각국을 떠돌기 시작했고, 1973년 북아프리카의 서사하라에서 스페인 출신의 남자인 호세와 결혼해 정착했다. 사하라 사막에서의 기상천외한 신혼 생활을 담백하고 위트 있게 그려낸 첫 작품 사하라 이야기는 출간 즉시 폭발적인 사랑을 받았다. 이에 용기를 얻은 싼마오는 본격적으로 글을 쓰기 시작했고, 자신의 독특한 체험을 바탕으로 흐느끼는 낙타, 허수아비의 수기, 너에게 말 한 필을 보낸다 등 많은 작품을 썼다.
1979년 남편 호세가 잠수 사고로 세상을 떠나자 싼마오는 오랜 타국 생활을 접고 타이완으로 돌아왔다. 문화 대학에서 문학 창작을 가르치며 집필과 강연 활동을 계속하던 그녀는 작가 장아이링의 사랑을 그린 시나리오 곤곤홍진을 마지막 작품으로, 1991년 타이완 타이베이에 위치한 병원에서 목을 매달아 자살하면서 48세의 나이로 세상을 떠났다.
‘유랑인’이라는 별명으로 불리며 꿈을 찾아 열정적인 삶을 살다 간 싼마오는 지금까지도 중국 독자들의 그리움과 동경의 대상이다. 2007년 조사한 ‘현대 중국 독자들이 가장 사랑하는 작가 100인’에서 루쉰, 조설근, 바진, 진융, 이백에 이어 6위에 오르기도 했다. 타이완의 황관출판사에서 27권의 싼마오 전집이 출간되어 있다.

## 같이 보기
- 마드리드 콤플루텐세 대학교